# Acrapex albicostata
Acrapex albicostata là một loài bướm đêm trong họ Noctuidae.